# Жінка в чорному
Жінка в чорному (англ. The Woman in Black) — роман жахів, написаний у 1983 р. Сьюзен Гілл у стилі традиційного готичного роману. У творі розповідається про таємничого привида, що тримає у страху невеличке англійське містечко, віщуючи смерть дітям. Телевізійний фільм за мотивами роману, що також називається «Жінка в чорному», був знятий в 1989 році за сценарієм Найджела Ніла. У 2012 році була випущена однойменна художня екранізація з Денієлом Редкліффом у головній ролі.
Книга також була перероблена на п'єсу Стівеном Маллатраттом. Це друга в історії Вест-Енду, після «Мишоловки» п'єса, яку показували впродовж тривалого проміжку часу.

## Сюжет
Історія починається зі знайомства з Артуром Кіппсом, відставним адвокатом, який раніше працював на пана Бентлі. Однієї ночі четверо дітей, що він та його дружина Есмі всиновили, розповідають історії про привидів. Коли настає його черга розповісти історію, він гнівається і виходить з кімнати, й починає писати про свої страхітливі пригоди, що трапились кілька років тому.
Багато років тому, працюючи на Бентлі як молодший адвокат, Кіппс був викликаний до Критін Гіффорда, невеликого ринкового міста на північно-східному узбережжі Англії, щоб бути присутнім на похороні місіс Еліс Драблоу. Кіппс не хоче залишити свою наречену, Стеллу, але він готовий покинути лондонський смог. Покійна Драблоу була старою самотньою вдовою, що жила одна в безлюдному і  віддаленому маєтку Іґл Марш.
Кіппс незабаром розуміє, що історія Еліс Драблоу набагато заплутаніша, ніж він думав спочатку. На похороні він бачить жінку, одягнену в чорне, з блідим обличчям і темними очима, за якою мовчки спостерігає група дітей. Під час роботи над паперами місіс Драблоу у маєтку Іґл Марш протягом кількох днів, він стає свідком все страшнішої послідовності подій, від яких холоне кров у жилах, звуків, що не мають пояснення, та появи Жінки в Чорному.
Більшість жителів Критін Гіффорда неохоче розповідають про місіс Драблоу і загадкову Жінку в Чорному. Будь-які спроби Кіппса з'ясувати правду викликають біль та жах. З різних джерел, Кіппс дізнається, що сестра пані Драблоу, Дженнет Гамфрі, народила дитину, Натаніеля. Оскільки вона була неодружена, то була змушена віддати дитину своїй сестрі. Місіс Драблоу і її чоловік всиновили хлопчика, але наполягали на тому, щоб він ніколи не дізнався, що Дженнет була його матір'ю.
Дженнет зникла на один рік. Зрозумівши, що вона не може надовго бути розлучена з сином, вона уклала договір, щоб залишитися в маєтку Іґл Марш з ним, за умови, що вона не розкриватиме йому свою справжню особистість. Вона таємно планує втекти з сином з дому. Одного разу, кінь та екіпаж, що віз хлопчика через міст, збився зі шляху і птонув у болоті, позбавивши життя всіх пасажирів, у той час як Дженнет безпорадно виглядала за ним з вікна.
Після смерті Дженнет повернулася, щоб наводити жах на маєток Іґл Марш і містечко Критін Гіффорд, у подобі зловісної жінки в чорному. За місцевим повір'ям, поява Жінки в Чорному віщувала смерть дитини.
Кіппс закінчує свій спогад словами: «Вони просили моєї історії. Я її розповів. Цього досить».